# Michael Ruppe
Michael Ruppe (* 24. März 1863 in Schäflein bei Nesseltal, Krain; † 10. März 1951 in der Stadt Salzburg) war ein akademischer Maler und Bildhauer.

## Leben
Michael Ruppe wurde am 24. März 1863 als Sohn eines Bergbauern im kleinen Dorf Schäflein im Gottscheer Land (heute Slowenien) geboren. Bald übersiedelte er mit seinen Eltern nach Wamberg und besuchte zuerst die Volksschule in Nesseltal und später die Gottscheer Fachschule für Korbflechterei. Sein Professor für Zeichenkunst, Julius Hofholzer, entdeckte seine künstlerische Begabung und brachte ihm methodisch das Zeichnen bei. In Wien versuchte er, auf der Kunstakademie zu studieren, wurde aber wegen der nicht ausreichenden Anzahl an Naturstudien abgewiesen. Nach einem Aufenthalt in Südtirol, wo er Figurenschnitzerei lernte, bewarb er sich an der Wiener Kunstgewerbeschule. Diesmal mit Erfolg. Nach der Ausbildung ließ er sich als Bildhauer und Maler in Salzburg nieder.
1891 war Michael Ruppe ein Gründungs- und Ausschussmitglied des Vereins der Deutschen aus Gottschee in Wien.
1892 wählte er Salzburg zu seinem Wohnsitz, blieb jedoch dem Verein der Gottscheer als außerordentliches Mitglied weiter verbunden, der ihn 1921, anlässlich der 30-Jahr-Feier, zum Ehrenmitglied ernannte.
Ruppe war ein Vertreter des naturalistischen Stils in der Malerei, ein Maler von Ansichten und Landschaften nach der Natur. Er malte vor allem Gebirgs- und Stadtansichten.
Ruppe starb am 10. März 1951 in Salzburg.

## Auszeichnungen und Ehrungen
Ruppe erhielt, wie den Mittheilungen des Vereins der Deutschen aus Gottschee am 15. Februar 1892 zu entnehmen, eine Auszeichnung des k. k. Österreichischen Museums für Kunst und Industrie.
Die Stadt Salzburg verlieh dem anerkannten Künstler am 12. Dezember 1933 Bürgerrecht und die Silberne Ehrenmedaille. Sein Grab auf dem Salzburger Kommunalfriedhof ist ein Ehrengrab.
Nach dem Maler ist in Aigen (Salzburg) die Michael-Ruppe-Straße benannt.

## Werke
- 1933 malte Ruppe das großformatige Gemälde: "Blick vom Mönchsberg auf Neu- und Altstadt mit Kollegienkirche". Es zeigt die Universitätskirche oder Kollegienkirche in der Altstadt vor einem Hintergrund der von Maria Plain, über die Rechte Altstadt, die Andräkirche bis zum Kapuzinerberg reicht. Das großformatige Gemälde, Öl auf Leinwand, hängt im Offizierscasino in der Schwarzenbergkaserne.

- Der Hexenturm in Salzburg, Aquarell auf Papier, 28 × 39 cm, um 1910, unten rechts signiert: M Ruppe
- "Birnbaum vor Wals (Salzburg)", Goache auf Karton, ca. 32 × 50 cm, unten rechts signiert und datiert M. Ruppe 1917
- "Moorlandschaft bei Salzburg", Gouache auf Karton, ca. 35 × 48,5 cm, links unten signiert: Ruppe
- "Salzburg mit Untersberg im Abendlicht", Öl auf Karton, 68 × 97 cm, signiert
- "Blick von Nonntal auf Festung Hohensalzburg, Gouache, 38 × 29 cm, signiert
- "Die Feste Hohensalzburg im Schnee", Gouache, 32,5 × 70 cm